# Aconaemys
Rats des rochers
Pour les articles homonymes, voir Rat des rochers.
Genre
Le genre Aconaemys regroupe des rongeurs de la famille des Octodontidae, appelés rats des rochers comme d'autres espèces de rongeurs vivant en milieu rocheux.

## Liste des espèces
Il comprend les espèces suivantes :
- Aconaemys fuscus (Waterhouse, 1842)
- Aconaemys sagei Pearson, 1984

Et en plus selon certaines classifications:
- Aconaemys porteri Pearson, 1984